# Absolute Beginners
Absolute Beginners är ett soundtrack till filmen med samma namn. Albumet släpptes 1986.

## Låtlista
1. Absolute Beginners -Framförd och gjord av David Bowie
2. Thats Motivation -Framförd och gjord av Bowie
3. Volare -Framförd av Bowie, gjord av Modugno & Migliacci
4. Absolute Beginners (instrumental) -Framförd av Gil Evans, gjord av Bowie
5. Killer Blow -Sade
6. Have you ever had it blue? -The style council
7. Quiet life -Ray Davis
8. Va va voom -Gil Evans
9. Having it all -Eight wonder
10. Selling out - Slim Gaillard
11. Riot city - Jerry Dammers
12. Boogie stop shuffle - Gil Evans
13. Ted ain't dead - Tenpole Tudor
14. Napoli - Clive Langer
15. Little cat - Jonas
16. Better get it in your soul - Gil Evans
17. What - Smiley culture